# Francis Day (Kolonialadministrator)
Francis Day (* um 1605; † vor August 1673) war ein englischer Kaufmann und Kolonialadministrator der Englischen Ostindien-Kompanie. Er gilt als der Gründer der Stadt Madras.

## Leben
Francis Day war der vierte Sohn von William Day († um 1628), Gutsherr von Bray in Buckinghamshire, aus dessen Ehe mit Helen Wentworth († 1630/31), Tochter von Paul Wentworth, Gutsherr von Burnham in Buckinghamshire. William Day (1529–1596), anglikanischer Bischof von Winchester, war sein Großvater väterlicherseits. Wahrscheinlich besuchte er das Eton College, wo sein Großvater von 1618 bis 1620 Provost war und erlernte in den 1620er Jahren vermutlich in London das Tuchmacherhandwerk bei Peter Miles, der ab 1622 einem Freeman der Worshipful Company of Clothworkers war.
Am 5. Juli 1630 erhielt er die Erlaubnis, Elizabeth Matson (* um 1609), Tochter des Robert Matson, Yeoman aus Satwell in Berkshire, zu heiraten. Er lebte mit seiner Gattin in der Gemeinde St. James Garlickhithe im heutigen Londoner Stadtbezirk Camden, nachdem er sie in der Pfarrkirche von Chelsea geheiratet hatte.
1632 wurde Day von der Ostindien-Kompanie zum Faktoristen und 1634 zum Leiter der Faktorei (Handelsstation) in Armagon, einem kleinen Hafen an der Koromandelküste in Indien, ernannt. Die Koromandelküste war für die europäischen Handelsgesellschaften wichtig, weil sie dort indische Textilien kaufen konnten, insbesondere Chintz, ein besonders verarbeiteter Stoff, der nirgendwo anders hergestellt wurde und in Europa sehr begehrt war. Diamanten, die üblicherweise als Zahlungsmittel für Geldüberweisungen nach Europa verwendet werden, waren auch im nahegelegenen Golconda erhältlich. Aufgrund des heruntergekommenen Zustands der Faktorei in Armagon, ihres verarmten Handelshinterlandes und der Unterdrückung sowohl durch den örtlichen indischen Herrscher als auch durch die Niederländer in Pulicat erwog Day die Errichtung einer neuen Faktorei im Süden. 1637 unternahm er eine Erkundungsreise von Masulipatnam nach Pondicherry und segelte 1639 erneut nach Süden. Am 23. Juli desselben Jahres erreichte er das Küstendorf Madrasipatam, südlich des Dorfes Chinnapatnam und in der nördlichen Nachbarschaft der portugiesischen Siedlung São Tomé de Meliapore. Da England zu Portugal, anders als zu den Niederlanden, konstant gute Beziehungen pflegte, stellte deren nahe Niederlassung keine Bedrohung dar. Als er entdeckte, dass das Gebiet eine gute Quelle für Textilien war, verhandelte er im Namen der Ostindien-Kompanie mit Damarla Venkatadri, dem örtlichen Herrscher, und erzielte am 22. August 1639 die Gewährung eines Brache-Grundstücks auf einer Landzunge an der Mündung des Flusses Cooum in den Golf von Bengalen.
Im Februar 1640 ließ er die Faktorei in Armagon aufgegeben, demontieren und nach Madrasipatam verschiffen. Am 20. Februar 1640 landete er, zusammen mit Andrew Cogan dort an und leitete zusammen mit diesem den nun begonnenen Bau einer neuen Festung. Der erste Bauabschnitt des Faktoreigebäudes war am 23. April 1640, dem Gedenktag des Sankt Georg, des Schutzheiligen Englands, fertiggestellt, woraufhin der Festung der Name „Fort St. George“ gegeben wurde. Das Fort wurde nach einige Verzögerung 1653 fertiggestellt. Aus der englischen Ansiedlung in der Festung sowie den umliegenden Dörfern entstand in der Folgezeit die Stadt Madras. Für die Bauarbeiten nahm Day auf eigene Rechnung Kredite auf. Als er die finanzielle Belastung für zu hoch hielt, begab er sich im August 1640 nach Surat, um seinen Fall vor dem dortigen Regierungsrat er Ostindien-Kompanie zu vertreten, der zwar die Kredite übernahm, ihn aber im Dezember 1640 nach England schickte, um zu Anklagen Stellung zu nehmen, er habe statt auf Rechnung der Ostindien-Kompanie unerlaubt Privathandel betrieben. Während seiner Abwesenheit wurde Andrew Cogan von der Ostindien-Kompanie offiziell als Agent von Fort St. George zum ersten Leiter der Niederlassung in Madras ernannt. Offenbar von der Ostindien-Kompanie entlastet, wurde Day am 22. Oktober 1641 in Anerkennung seiner Dienste zum Freeman der Ostindien-Kompanie ernannt und als Kaufmann für eine Seereise nach Madras und Persien wieder eingestellt, wobei er die Reisekosten mit 500 £ selbst übernahm, aber sein Antrag auf Genehmigung von Privathandel im Wert von 100 £ wurde abgelehnt. Er segelte in Begleitung seines Sohnes, der ebenfalls Francis Day heiß, und das Schiff kam am 5. Juli 1642 in Madras an, bevor es nach Balasore weiterfuhr. Ende 1642 war er erneut in Fort St. George und saß als Zweiter im Rat, bevor er nach Persien weiterreiste.
Am 27. August 1643 war Day wieder in Fort St. George und übernahm von Andrew Cogan das Amt des Agenten. Er beantragte jedoch sofort bei der Ostindien-Kompanie, von dieser Verantwortung entbunden zu werden. Er wurde am 4. August 1644 von Thomas Ivie abgelöst und segelte am 7. September nach Bantam auf Java.
Über seinen weiteren Werdegang ist wenig bekannt. 1646 wurde er in England von der Ostindien-Kompanie wegen Privathandels mit einer Geldstrafe belegt, und 1652 sagte er als Zeuge in einem Rechtsstreit aus. 1665/66 amtierte er als Bürgermeister von Wallingford in Berkshire, als er anlässlich der Visitation eine Erklärung über die Stadt abgab. Im November 1666 verfasste er sein Testament, demnach wohnte er damals ein Anwesen in Great Haseley in Oxfordshire und besaß weitere Ländereien in Wallingford, Wargrave und Kilham in Berkshire. Im August 1673 war er bereits gestorben – zu diesem Zeitpunkt wurde sein Testament amtlich eröffnet.